# Christelijke punk
Christelijke punk is een punkstijl met teksten waar christelijke boodschappen in zijn verwerkt of waar bands mee worden aangeduid waarvan de leden een christelijke overtuiging of achtergrond hebben. Het hoeft echter niet zo te zijn deze bands alleen maar teksten schrijven met christelijke elementen. In feite kunnen ze overal over gaan, maar vaak wordt wel vanuit een christelijke gedachte geschreven en gezongen.
Met deze kenmerken onderscheidt christelijke punk zich van andere punkgenres, die meestal door anarchistische en atheïstische ideologieën worden beïnvloed. Qua muziekstijl verschilt het genre nauwelijks met andere punkgenres zoals punkrock of poppunk. Vanwege de boodschap is (melodische) christelijke punk met name populair in de Verenigde Staten. Echter diverse christelijke punkbands hebben ook succes buiten de Verenigde Staten gehad, zoals de poppunkband Relient K die twee singles in de Nederlandse Top 40 had staan.

## Geschiedenis

### Jaren 80
De oorsprong van christelijke punk in de jaren tachtig is enigszins obscuur. Toen de Jezusbeweging opkwam samen met de bijhorende gemeenschappen, diende dit als broedplaats voor verschillende christelijke subculturen, waaronder christelijke punk, onder andere via het platenlabel JPUSA Grrr Records. Crashdog is een karakteristieke punkband die hier zijn wortels had. In de jaren tachtig traden veel bands op in de kapel van Pastor Chuck Smith in Orange County (Californië). Een groep die vooral populair was bij cultfans was Undercover, die de regels des Gods verkondigde met een combinatie van rockabilly en hardcore. Een andere invloedrijke vroege groep was Altar Boys. The Crucified en (in mindere mate) Circle of Dust en Midnight waren de hoofdrolspelers van de christelijke proto-punk. Scaterd Fews werd ook populair in de jaren tachtig en wordt algemeen beschouwd als de eerste Amerikaanse christelijke punkband.

### Latere ontwikkelingen
In de jaren negentig groeide de undergroundscene met bands als MxPx, Ghoti Hook, Squad Five-O, Valuee Pack, The Huntingtons, Slick Shoes, Dogwood, Pocket Change, Officer Negative en Headnoise, hetgeen de inspiratie werd voor de daaropvolgende generatie christelijke punk. In de 21e eeuw verbreedde de evolutie van christelijke punk zich, met bands als Rufio, Relient K, Hawk Nelson, FM Static, Flatfoot 56, Stellar Kart en This Providence, die beter toegankelijke waren voor het brede publiek.

### Latijns-Amerika
Buiten de VS kende de christelijke punk in de jaren 90 en de millenniumjaren een grote populariteit in Latijns-Amerika. Hier vermengden de bands hun christelijke sympathieën veelal met ideologieën zoals het anarchistisme of socialisme. Er zijn een aantal antireligieuze en antistatelijke christelijke punkgroepen met liedjes gericht op de maatschappij, zoals Siervos inútiles, Kontrakorriente en Chapulines.

## Mode en iconografie
De mode is vergelijkbaar met de normale punkmode, maar wordt gekenmerkt door het gebruik van christelijke symbolen, zoals het ichthusteken, het kruis, de doornenkroon, het JCHC-symbool ("JesusChrist Hardcore") en soortgelijke symbolen zoals het labarum. Dit symbool wordt ook gebruikt door de Mexicaanse band Dios Kon Noxotrox als bandlogo, ter nagedachtenis aan alle christenen die door Rome zijn vermoord en vervolgd.
In Europa is het meest gebruikte symbool een aangepaste versie van het anarchiesymbool, een populair symbool onder anarcho-christenen. Het wordt gebruikt door bands zoals The PsalteRs en wordt gevormd door de Griekse tekens "A" en "Ω". Deze twee Griekse letters, alfa en omega (respectievelijk het begin en eind van het Griekse alfabet), zijn ontleend aan de Bijbel en symboliseren dat God eeuwig, alomtegenwoordig en de gever en de nemer van het leven is.

## Bands
Verenigde Staten
- Children 18:3
- Flatfoot 56
- FM Static
- Hawk Nelson
- MxPx
- Philmont
- Relient K
- Run Kid Run
- Stellar Kart

Brazilië
- Foco Nocivo
- Ruptura
- Ressurreição
- Fostismo
- Refugio
- Desertor
- Thimoteos
- Leving fire
- Protestants HC
- Crush, Belief and Fury
- Our Fury
- CxFxI
- Militantes

Chili
- Perro Atropellado
- Siervos inútiles
- Kuriakos
- Güesos Carnudos
- Kontrakorriente
- Chapulines
- Abogado del Pueblo
- Kgao de la cabeza

Argentinië
- Dios Kon Noxotrox
- Arrebato
- Sujeto Predikado
- La Gomera de David
- Brothers 70 -7
- The Barmy Army

Mexico
- Exhuma2
- Monarquía Punk
- Séptimo Comando
- Apokalipsis Punk
- Dios Kon Noxotrox